# Luís X de França
Luís X de França e I de Navarra (Paris, 4 de outubro de 1289 – Vincennes, 5 de junho de 1316), também conhecido como Luís, o Teimoso, foi o Rei de Navarra como Luís I de 1305 até sua morte, e também Rei da França como Luís X a partir de 1314.

## Reinado
Luís tornou-se rei de Navarra aquando da morte da sua mãe a 2 de Abril de 1305, e rei de França após a morte do seu pai em 1314, tendo sido coroado na catedral de Reims em 24 de Agosto de 1315. O seu curto reinado ficou marcado pelas consequências do caso da Torre de Nesle, que o condicionou a procurar nova esposa para gerar um herdeiro para o trono. A obstinação com que perseguiu este objectivo e a forma como foi manipulado pelos nobres da sua corte valeram-lhe os seus cognomes (le Hutin em francês).
Em 21 de Setembro de 1305, Luís casara-se com Margarida de Borgonha, também uma capetiana, filha de Roberto II, duque da Borgonha, e de Inês de França, filha de São Luís. Da união nasceu uma filha, Joana, a 28 de Janeiro de 1312.

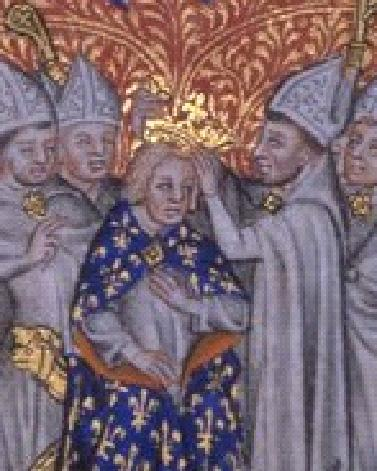
Coroação de Luís X de França

Em Abril de 1314, ano da morte do seu pai Filipe o Belo, ocorreu o grande escândalo que marcaria a história da França, com graves consequências na linha sucessória do trono francês: A sua esposa Margarida de Borgonha e Branca de Borgonha, esposa do seu irmão Carlos, foram denunciadas por adultério pela sua irmã Isabel de França, rainha de Inglaterra.
Uma vez que a descendência da dinastia capetiana e do reino da França fora colocada em perigo, o castigo devia ser exemplar. Margarida da Borgonha foi aprisionada em Château-Gaillard, onde ocupou um quarto aberto aos ventos no topo da torre. Morreu a 30 de Abril de 1315, provavelmente de tuberculose, e segundo algumas versões por estrangulamento, mas as suas rudes condições de encarceramento já eram propícias a uma morte prematura.
Luís casou-se então a 19 de Agosto de 1315 com Clemência da Hungria, também uma capetiana, filha de Carlos Martel de Anjou, rei titular da Hungria, e de Clemência de Habsburgo. Desta união nasceria João I de França, o Póstumo, cinco meses após o seu falecimento.
Morreu em Vincennes a 5 de Junho de 1316, possivelmente de desidratação, apesar de haver suspeitas de envenenamento. Foi sepultado, tal como a sua segunda esposa e o seu filho, na Basílica de Saint-Denis em Saint-Denis na França.

## Sucessão

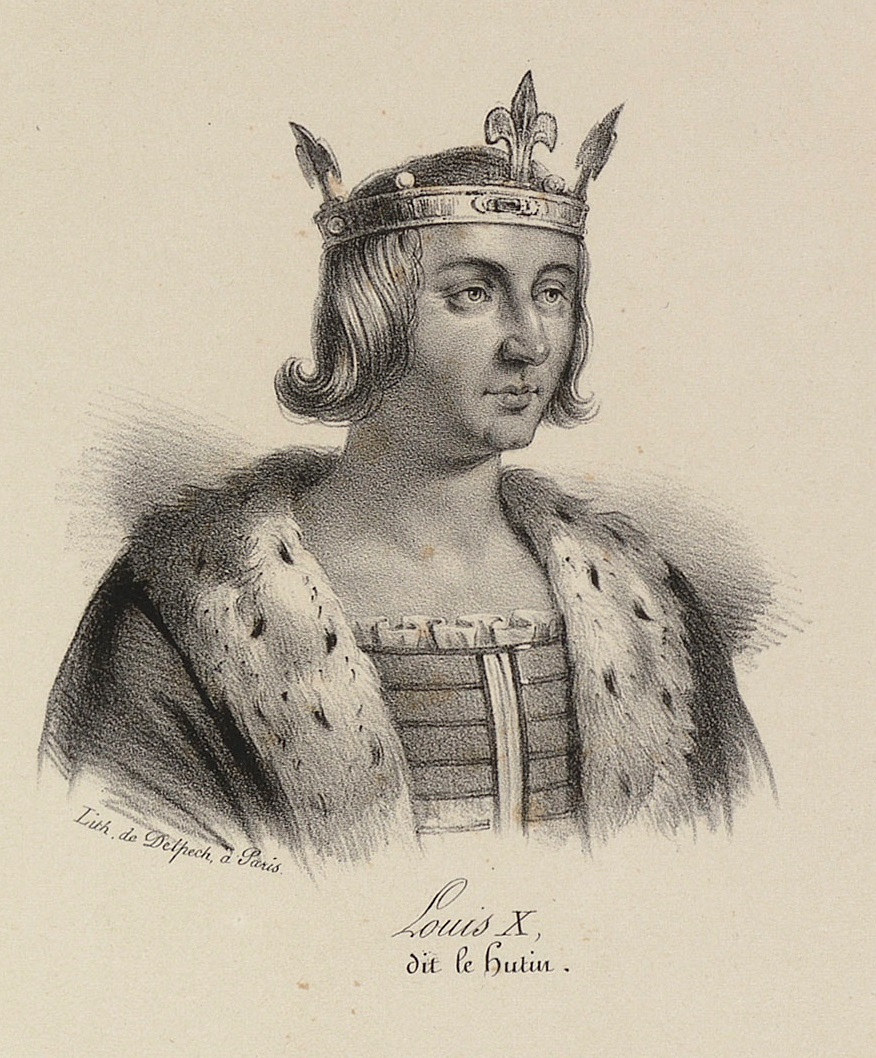
Luís X

Na data da morte de Luís X, Clemência da Hungria estava grávida, pelo que a sucessão do trono ficou uma incógnita, havendo três pretendentes:
- No caso de um filho varão, este herdaria a coroa da França;
- Se nascesse outra menina, a sua filha Joana poderia subir ao trono, apesar de não haver precedentes de uma mulher ter sido coroada rainha governante da França. Ao contrário, Navarra tinha este precedente e no futuro aceitaria esta como soberana;
- Mas poderia ser decidida a necessidade de descendência varonil, pelo que o seu irmão Filipe, regente durante a gestação da cunhada, herdaria a França.

O assunto parecia resolvido com o nascimento de um filho varão, João I de França, o Póstumo, na noite de 14 para 15 de Novembro de 1316. Mas João viveu apenas durante alguns dias, falecendo a 19 de Novembro de forma misteriosa durante a cerimónia de apresentação aos barões.

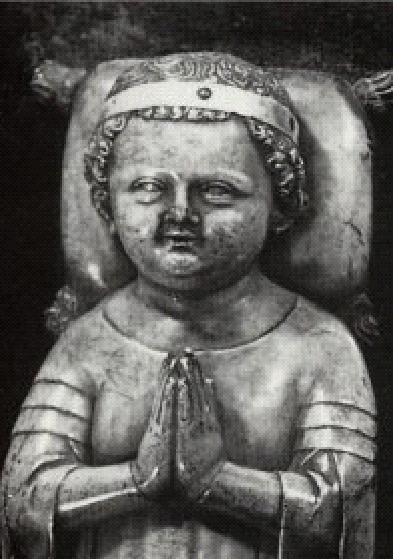
Representação de João I de França, o Póstumo, filho de Luís X

À nobreza do reino foi posta a questão da legitimidade da princesa Joana, nascida do primeiro matrimónio, à sucessão do trono francês. De facto, era a primeira vez que ocorria a ausência de um herdeiro varão directo. A sucessão que começara por ser electiva no início da dinastia capetiana, passara a dinástica varonil. Havendo inclusivamente dúvidas sobre a paternidade de Joana, devido ao caso da Torre de Nesle, a nobreza francesa preferiu, alegando a lei sálica, oferecer as coroas de ambos os reinos, e o condado de Champanhe, ao irmão de Luís X e já regente, Filipe V de França.

## Casamentos e descendência
Do seu primeiro casamento com Margarida da Borgonha, de 21 de Setembro de 1305 a 30 de Abril de 1315, nasceu:
- Joana II de Navarra, (28 de Janeiro de 1312 - 6 de Outubro de 1349), sucessora do seu tio Carlos IV de França no trono de Navarra, de 1328 até à sua morte.

Luís casou-se em segundas núpcias a 13 de Agosto de 1315 com Clemência da Hungria, de quem teve:
- João I de França o Póstumo (14 de Novembro de 1316 - 19 de Novembro de 1316), sucessor do pai nos tronos de França e Navarra e no condado de Champanhe.

De uma criada chamada Eudeline, teve ainda uma filha ilegítima:
- Eudeline (1305-1380), freira no convento de Faubourg Saint Marcel em Paris, e depois abadessa.

## Representações na cultura
- Luís X é um dos personagens principais da série de livros de romance histórico Os Reis Malditos (Les Rois Maudits em francês) de Maurice Druon, publicada entre 1955 e 1977, e adaptada para a televisão por duas vezes na França, em 1972 e em 2005.